# 代汉者当涂高
代汉者当涂高，或代汉者，当涂高也，是中国汉魏时期广泛流传的谶言。

## 概述
《汉武故事》记载，汉武帝曾说过：“汉有六七之厄，法应再受命，宗室子孙谁当应此者，六七四十二代汉者，当涂高也。”
《后汉书·公孙述传》记载，汉光武帝刘秀曾致信公孙述，劝说公孙述放弃帝号：“代汉者当涂高，君岂高之身邪？”“承赤者，黄也；姓当涂，其名高也。”可见刘秀认为“当涂高”是姓当涂名高的人。
《三国志》记载，汉末蜀中人士周舒和杜瓊都将“代汉者当涂高”中的当涂高解释为“魏”。袁术认为自己的字“公路”应此谶言，于是称帝。许芝向曹丕进言说：“故白马令李云上事曰：‘许昌气见于当涂高，当涂高者当昌于许。’当涂高者，魏也；象魏者，两观阙是也；当道而高大者魏。魏当代汉。”
《晋书·王沈传》记载，王浚拥兵自重，因其父王沈字“处道”与“涂高”相近，再次使用“代汉者当涂高”的谶言企图称帝。
烟台师范学院学报编辑部的丁鼎认为，这则谶言应当是在西汉末年出现的，可能是用来为王莽代汉制造合法性，“当涂高”原意是指掌权者。